# Archè

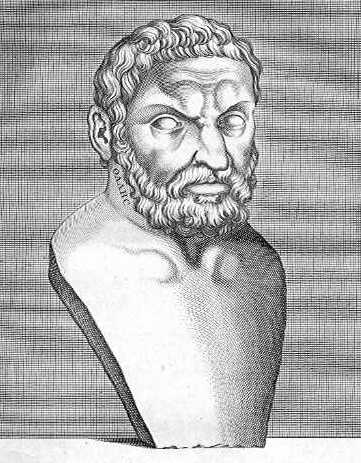
Thales

Archè is Oudgrieks (ἀρχή) dat 'begin' betekent. Het woord archetype is ervan afgeleid.
Het woord archè werd in de oude Griekse filosofie gebruikt om het 'begin' van de wereld aan te duiden: de oerstof die het eerste principe van alle materie is. In deze betekenis werd het woord archè voor het eerst gebruikt door Anaximander (6e eeuw v. Chr.).
Al gebruikte hij het woord nog niet, toch was Thales van Milete de eerste die het bestaan van een archè aannam. Hij beweerde dat water de archè moest zijn, omdat overal in de wereld vocht aanwezig is. Dit was ook gerelateerd aan zijn theorie dat de aarde dreef op water.
Thales' theorie werd weersproken door zijn opvolger en metgezel, Anaximander (ca. 610 v.Chr.). Deze merkte op dat uit water geen vuur kon voortkomen, omdat vuur het tegenovergestelde van water is. Anaximander beweerde dat geen van de vier elementen van de natuur (aarde, vuur, lucht, water) de archè kon zijn. Hij kwam met de idee van het apeiron ('onbepaalde'), een onbepaalde substantie waaruit alle dingen voortkomen, en waarnaar alle dingen weer terugkeren.
Anaximenes (ca. 546 v.Chr.), zelf geen leerling van Anaximander, is geïnspireerd door zijn werken en bracht daarop een andere theorie naar voren. Hij keerde terug naar de theorie van de elementen, maar volgens hem was lucht, en niet water, de archè. Anaximenes concludeerde dat alles kan ontstaan uit lucht. Als lucht wordt verdund, wordt het vuur. Als het condenseert of wordt samengeperst, wordt het achtereenvolgens wind, wolk, water, aarde en ten slotte steen.